# Lomatia variegata
Lomatia variegata är en tvåvingeart som beskrevs av Paramonov 1925. Lomatia variegata ingår i släktet Lomatia och familjen svävflugor. Inga underarter finns listade i Catalogue of Life.